# ブライアン・ホイヤー
ブライアン・アクセル・ホイヤー（Brian Axel Hoyer、1985年10月13日 - ）は、アメリカ合衆国オハイオ州ノースオルムステッド出身のアメリカンフットボール選手。ポジションはクォーターバック（QB）。NFL屈指のジャーニーマンとして知られる。

## 経歴

### プロ入りまで
ニューイングランド・ペイトリオッツのQBを務めたブライアン・ダウリングと同じ高校に入学、アメリカンフットボールの他に野球で投手、内野手、外野手を務めた。2年次の2002年には8勝1敗、防御率1.99の成績をあげて、オハイオ州ディビジョンI選手権では、6回を投げて2失点、勝利投手となった。
アメリカンフットボールでは2年間先発QBとして16勝7敗、2002年には、パス263回中131回を成功（成功率49.8%）、2,131ヤード、18TD、12INTの成績を残した。2003年には、パス412回中258回成功、5,570ヤード、45TD、15INTの成績で11勝1敗の成績を残し、AP通信よりオハイオ州のディビジョンIオールチームに選ばれた。2004年にはオハイオ・オールスタークラシックと、7月24日に行われたオハイオ州とペンシルベニア州の高校生の間で行われるBig 33 Football Classicに出場した。

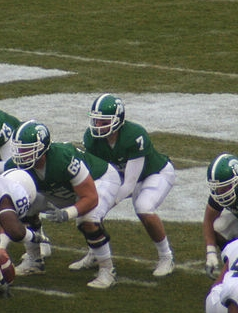
大学時代のホイヤー (No.7)

ミシガン州立大学に進学した彼は、2004年は練習生として過ごし、2005年には5試合に出場し、パス23回中15回成功、167ヤード、2TDをあげた。イリノイ大学戦ではドリュー・スタントンと合計7TDパスをあげた。これはビッグ・テン・カンファレンスタイ記録となった。2006年には8試合に出場し、パス144回中82回成功、863ヤード、4TD、3INTの成績を残した。
2007年、パス376回中223回成功（パス成功率59.3%）、2,725ヤード、20TD、11INTの成績でビッグ・テン・カンファレンスのオールチームに選ばれた。2008年シーズン開幕前には、ジョニー・ユナイタス・ゴールデンアーム賞の候補者26人の中に選ばれた。
3,4年の2年間でパス5,100ヤード、29TDをあげたが20インターセプトも喫した。

### ニューイングランド・ペイトリオッツ（第1期）
2009年、ドラフトコンバインに招待されスカウトの評価を高めたが、NFLドラフトで指名されることはなく、ドラフト直後の4月30日にドラフト外フリーエージェントでニューイングランド・ペイトリオッツと契約を結んだ。
プレシーズンのシンシナティ・ベンガルズ戦でプロデビュー、パス19回中11回成功、112ヤードを獲得した。ニューヨーク・ジャイアンツとのプレシーズン最終戦では第1Qに一時0-21とリードされたが、パス25回中18回成功、242ヤード、1TDをあげて、38-27と逆転勝利した。プレシーズン合計で、パス44回中29回成功、354ヤード、1TD、QBレイティング98.1の成績を残した。
トレーニングキャンプでは、マット・グティエレス、ケビン・オコネル、アンドリュー・ウォルターと4人でトム・ブレイディの控えQBの座を争ったが、彼以外の3人はカットされ、ホイヤーだけが開幕ロースターに残った。
10月18日のテネシー・タイタンズ戦の後半で初出場、最初のドライブでパス5回全て成功、35ヤードを獲得、最後は1ヤードのTDランで締めくくった。この試合でチームはチーム記録となる59-0で勝利した。最終週のヒューストン・テキサンズ戦では自陣1ヤードからの厳しい状況でブレイディと交代出場した。
2010年、プレシーズンを唯一の控えQBとして迎えた彼は、パス57回中32回成功、471ヤード、3TD、1INTの成績を残した。レギュラーシーズンでは14-34で敗れたクリーブランド・ブラウンズ戦の終盤出場し、プロ初のインターセプトを喫した。第17週のマイアミ・ドルフィンズ戦で、チームが31-0とリードしてから登場し、プロ初のTDパスとなるブランドン・テイトへの42ヤードのパスを決めた。
2011年、ペイトリオッツがドラフトでライアン・マレットを獲得したが、第2QBの座を維持し、プレシーズンではパス42回中25回成功、1TDをあげた。レギュラーシーズンでは最終週に1回しかパスを投げなかったが、これはロブ・グロンカウスキーへの22ヤードのTDパスとなり、グロンカウスキーはタイトエンドのシーズンレシーブヤードNFL記録を更新した。
2012年のプレシーズン第2週のフィラデルフィア・イーグルス戦では、控えQBの座を争うライアン・マレットがパス試投1回あたり5.5ヤード獲得したのに対して、パス17回中わずか5回成功、55ヤード獲得と、1回あたり3.2ヤードしか獲得できなかった。8月31日、ニューイングランド・ペイトリオッツを解雇された。

### ピッツバーグ・スティーラーズ
11月20日、ベン・ロスリスバーガー、バイロン・レフトウィッチが負傷したことから、ピッツバーグ・スティーラーズのワークアウトにマイク・カフカとともに参加、契約を勝ち取った。
第12週のクリーブランド・ブラウンズ、第13週のボルチモア・レイブンズ戦でチャーリー・バッチの控えQBとして登録されたが、出場機会はなく、12月8日にウェーバーされた。

### アリゾナ・カージナルス
12月10日、アリゾナ・カージナルスと契約、第16週のシカゴ・ベアーズ戦では、先発したライアン・リンドリーと交代出場、パス19回中11回成功、105ヤード、1INTの成績を残した。12月26日、ケン・ウィゼンハントヘッドコーチより最終週のサンフランシスコ・フォーティナイナーズ戦の先発QBに指名された。この試合でパス34回中19回成功、225ヤード、1TD、1INTを記録した。シーズンオフには、カージナルスからドラフト2巡目相当のテンダーオファーがなされた。

### クリーブランド・ブラウンズ
2013年5月13日、カージナルスから解雇され、5月16日、クリーブランド・ブラウンズと2年契約を結んだ。第3週のミネソタ・バイキングス戦より、前週の試合で親指を負傷したブランドン・ウィーデンに代わって先発QBとなり、321ヤードを獲得、3タッチダウン、3インターセプトの成績をあげ、チームは31-27で勝利した。この勝利に対して元ブラウンズのQBブライアン・サイプと重ね合わせて見る意見が出た。10月3日のバッファロー・ビルズ戦の第1Qに右ひざの靱帯を断裂、シーズン絶望となった。
2014年、ブラウンズがドラフト1巡でジョニー・マンジールを獲得したことから、控えQBとなるのではと予想されたが、開幕先発QBに選ばれた。序盤は好調でチームをプレーオフ争いに参加させたが、第10週以降、タッチダウン0に対して多くのインターセプトを記録したため、7勝6敗でプレーオフにわずかな望みを残した第15週よりマンジールにエースQBの座を奪われた。この年先発13試合を含む14試合に出場し、3,326ヤード、12TD、13INTの成績を残した。
2015年、ブラウンズがジョシュ・マカウンを獲得したことから、ブラウンズを退団する意思を明らかにした。

### ヒューストン・テキサンズ
2015年3月11日、ヒューストン・テキサンズと2年1050万ドルで契約を結んだ。ライアン・マレットとの先発QB争いを行い、8月24日にエースQBの座を勝ち取った。テキサンズは地区優勝を果たし、ホイヤーはキャリア初となるプレーオフ出場を果たしたが、初戦のカンザスシティ・チーフス戦は4インターセプト、1ファンブルロスト、0タッチダウンの成績に終わり、チームも完封負けを喫した。2016年4月17日、テキサンズから放出された。

### シカゴ・ベアーズ
2016年4月30日、シカゴ・ベアーズと契約。ジェイ・カトラーに代わって5試合で先発を務めたが、負傷した後は出場なくシーズン終了となった。

### サンフランシスコ・フォーティナイナーズ
2017年3月、サンフランシスコ・フォーティナイナーズと2年契約を結び加入。

### ニューイングランド・ペイトリオッツ（第2期）
2017年11月1日、古巣ニューイングランド・ペイトリオッツと3年契約を結んだ。これによりホイヤーは、ペイトリオッツが10月30日にトレードによりフォーティナイナーズに放出したQBジミー・ガロポロに代わる控えQBとなった（先発QBはトム・ブレイディ）。
出場機会こそ少なかったものの、第53回スーパーボウルのロースターに残るなどチームを陰で支えた。
2019年9月1日、その年のドラフトで指名された新人ジャレット・スティッドハムとの控えQB争いに敗れてチームから解雇された。

### インディアナポリス・コルツ
2019年9月2日に、アンドリュー・ラックの引退によりQBの人員不足していたインディアナポリス・コルツと契約を結んだ。
第9週のピッツバーグ・スティーラーズ戦では負傷した先発QBジャコビー・ブリセットに代わり出場すると、タッチダウンを挙げた。このタッチダウンにより史上5人目となる通算7チーム以上でタッチダウンパスを挙げたQBとなった。

### ニューイングランド・ペイトリオッツ（第3期）
2020年3月25日にペイトリオッツと契約した。第4週のカンザスシティ・チーフス戦にて、正QBのキャム・ニュートンが新型コロナウイルス感染症検査で陽性反応が出たことから、ペイトリオッツでは初めての先発出場を果たした。試合は、26-10で敗れた。
2021年シーズン開幕前にペイトリオッツと再契約を結んだ。このシーズンは5試合に出場し、第10週のクリーブランド・ブラウンズ戦ではジャコビ・マイヤーズへタッチダウンパスを通した。マイヤーズはこれがキャリア初のタッチダウンであった。
2022年シーズンもペイトリオッツと契約を結んだ。第4週のグリーンベイ・パッカーズ戦で正QBのマック・ジョーンズに代わり先発するも、第1Qの途中で頭部を負傷しベイリー・ザッピーと途中交代した。結局このシーズンは、この1試合のみの出場に留まった。オフにリリースされた。

### ラスベガス・レイダース
2023年4月4日にラスベガス・レイダースと2年契約を結んだ。2024年、チームから放出された。

## 詳細情報

### 年度別成績

#### レギュラーシーズン
| 年度      | チーム    | 背 番 号  | 試合 | 試合 | パス      | パス      | パス      | パス        | パス             | パス | パス | パス   | パス          | パス          | ラン      | ラン        | ラン             | ラン | ファンブル    | ファンブル |
| 年度      | チーム    | 背 番 号  | 出場 | 先発 | 成功 回数 | 試投 回数 | 成功 確率 | 獲得 ヤード | 平均 獲得 ヤード | TD   | Int  | サック | サック ヤード | レイテ ィング | 試行 回数 | 獲得 ヤード | 平均 獲得 ヤード | TD   | ファン ブル数 | ロスト     |
| --------- | --------- | --------- | ---- | ---- | --------- | --------- | --------- | ----------- | ---------------- | ---- | ---- | ------ | ------------- | ------------- | --------- | ----------- | ---------------- | ---- | ------------- | ---------- |
| 2009      | NE        | 8         | 5    | 0    | 19        | 27        | 70.4      | 142         | 5.3              | 0    | 0    | 2      | 18            | 82.6          | 10        | 25          | 2.5              | 1    | --            | --         |
| 2010      | NE        | 8         | 5    | 0    | 7         | 15        | 46.7      | 122         | 8.1              | 1    | 1    | 0      | 0             | 69.3          | 10        | -8          | -0.8             | 0    | --            | --         |
| 2011      | NE        | 8         | 3    | 0    | 1         | 1         | 100.0     | 22          | 22.0             | 0    | 0    | 0      | 0             | 118.8         | 4         | -3          | -0.8             | 0    | --            | --         |
| 2012      | PIT       | 16        | 0    | 0    | --        | --        | --        | --          | --               | --   | --   | --     | --            | 0.0           | --        | --          | --               | --   | --            | --         |
| 2012      | ARI       | 6         | 2    | 1    | 30        | 53        | 56.6      | 330         | 6.2              | 1    | 2    | 4      | 30            | 65.8          | 1         | 6           | 6.0              | 0    | 1             | 0          |
| '12計     | ARI       | 6         | 2    | 1    | 30        | 53        | 56.6      | 330         | 6.2              | 1    | 2    | 4      | 30            | 65.8          | 1         | 6           | 6.0              | 0    | 1             | 0          |
| 2013      | CLE       | 6         | 3    | 3    | 57        | 96        | 59.4      | 615         | 6.4              | 5    | 3    | 6      | 48            | 82.6          | 6         | 16          | 2.7              | 0    | --            | --         |
| 2014      | CLE       | 6         | 14   | 13   | 242       | 438       | 55.3      | 3,326       | 7.6              | 12   | 13   | 24     | 160           | 76.5          | 24        | 39          | 1.6              | 0    | 4             | 1          |
| 2015      | HOU       | 7         | 11   | 9    | 224       | 369       | 60.7      | 2,606       | 7.1              | 19   | 7    | 25     | 185           | 91.4          | 15        | 44          | 2.9              | 0    | 6             | 2          |
| 2016      | CHI       | 2         | 6    | 5    | 134       | 200       | 67.0      | 1,445       | 7.2              | 6    | 0    | 4      | 18            | 98.0          | 7         | -2          | -0.3             | 0    | 3             | 1          |
| 2017      | SF        | 2         | 6    | 6    | 119       | 205       | 58.0      | 1,245       | 6.1              | 4    | 4    | 16     | 112           | 74.1          | 5         | 7           | 1.4              | 1    | 3             | 1          |
| 2017      | NE        | 2         | 5    | 0    | 4         | 6         | 66.7      | 42          | 7.0              | 0    | 0    | 0      | 0             | 86.8          | 4         | -3          | -0.8             | 0    | --            | --         |
| '17計     | NE        | 2         | 11   | 6    | 123       | 211       | 58.3      | 1,287       | 6.1              | 4    | 4    | 16     | 112           | 74.5          | 9         | 4           | 0.4              | 1    | 3             | 1          |
| 2018      | NE        | 2         | 5    | 0    | 1         | 2         | 50.0      | 7           | 3.5              | 0    | 0    | 0      | 0             | 58.3          | 11        | -8          | -0.7             | 0    | --            | --         |
| 2019      | IND       | 2         | 4    | 1    | 35        | 65        | 53.8      | 372         | 5.7              | 4    | 4    | 5      | 47            | 65.7          | 8         | 2           | 0.3              | 0    | 2             | 1          |
| 2020      | NE        | 2         | 1    | 1    | 15        | 24        | 62.5      | 130         | 5.4              | 0    | 1    | 2      | 18            | 59.4          | 1         | 8           | 8.0              | 0    | 1             | 1          |
| 2021      | NE        | 5         | 5    | 0    | 9         | 11        | 81.8      | 227         | 20.6             | 1    | 0    | 0      | 0             | 149.1         | 11        | −8          | −0.7             | 0    | 0             | 0          |
| 2022      | NE        | 5         | 1    | 1    | 5         | 6         | 83.3      | 37          | 6.2              | 0    | 0    | 1      | 8             | 92.4          | 0         | 0           | 0.0              | 0    | 0             | 0          |
| NFL：14年 | NFL：14年 | NFL：14年 | 76   | 40   | 902       | 1,518     | 59.4      | 10,668      | 7.0              | 53   | 35   | 89     | 644           | 82.9          | 117       | 115         | 1.0              | 2    | 20            | 7          |

- 2022年度シーズン終了時
- 太字は自身最高記録

#### ポストシーズン
| 年度 | チーム | 試合 | 試合 | パス      | パス      | パス      | パス        | パス             | パス | パス | パス   | パス          | パス          | ラン      | ラン        | ラン             | ラン | ファンブル    | ファンブル |
| 年度 | チーム | 出場 | 先発 | 成功 回数 | 試投 回数 | 成功 確率 | 獲得 ヤード | 平均 獲得 ヤード | TD   | Int  | サック | サック ヤード | レイテ ィング | 試行 回数 | 獲得 ヤード | 平均 獲得 ヤード | TD   | ファン ブル数 | ロスト     |
| ---- | ------ | ---- | ---- | --------- | --------- | --------- | ----------- | ---------------- | ---- | ---- | ------ | ------------- | ------------- | --------- | ----------- | ---------------- | ---- | ------------- | ---------- |
| 2015 | HOU    | 1    | 1    | 15        | 34        | 44.1      | 136         | 4.0              | 0    | 4    | 3      | 24            | 15.9          | 1         | -1          | -1.0             | 0    | 2             | 1          |
| 2017 | NE     | 1    | 0    | 0         | 0         | 0.0       | 0           | 0.0              | 0    | 0    | 0      | 0             | 0.0           | 3         | -1          | -0.3             | 0    | 0             | 0          |
| 計   | 計     | 2    | 1    | 15        | 34        | 44.1      | 136         | 4.0              | 0    | 4    | 3      | 24            | 15.9          | 4         | -2          | -1.3             | 0    | 2             | 1          |

- 2020年度シーズン終了時